# Čedomir Drašković
Čedomir Drašković (serbisch-kyrillisch Чедомир Драшковић; * 18. August 1914 in Gacko; † 14. August 1994) war Professor für Orthodoxe Theologie an der Theologischen Fakultät in Belgrad und einer der wichtigsten Vertreter des liberalen Flügels der
serbisch-orthodoxen Theologie.

## Leben
Sein Theologiestudium schloss er 1946 an der Universität Belgrad mit einer Dissertation über die ursprüngliche Form christlicher Predigten ab. An der in den 1950er Jahren aus der Universität ausgegliederten Theologischen Fakultät wurde er zunächst Assistent, dann Professor, und beschäftigte sich vorwiegend mit Fragen der Praktischen Theologie und der Ökumene. In den frühen 1960er Jahren war er Dekan der Fakultät.
An der Theologischen Fakultät gab es harte Auseinandersetzungen zwischen traditionalistischen und liberalen Theologen, wobei Drašković als einer der Hauptvertreter der Liberalen galt. Im Gegensatz zu den Traditionalisten bemühte er sich um einen konstruktiven Dialog mit der Katholischen Kirche und mit der sozialistischen Staatsführung Jugoslawiens, sowie um Reformen in der Orthodoxen Kirche, für die ihm die Reformen des Zweiten Vatikanischen Konzils der katholischen Kirche in einigen Punkten als Vorbild dienten.

## Werke

### Beiträge in Büchern
- (mit Flaviu Popan): Orthodoxie heute in Rumänien und Jugoslawien. Religiöses Leben und theologische Bewegung, 1960
- Crkvene škole Srpske partijaršije (Kirchliche Lehranstalten des serbischen Patriarchats), in: Srpska pravoslavna crkva 1920–1970. Spomenica o 50-godišnjici vaspostavljanja srpske partijaršije, 1970, S. 313–332
- Orthodoxy and Ecumenism, in: Religions in Yugoslavia, hrsg. v. Zlatko Frid, 1971
- Karakteristike vremena patrijarha Germana, in: Patrijarh Srpski German. Spomenica povodom dvadesetogodišnjice njegovog patrijarškog služenja, 1958–1978, 1978

### Beiträge in Zeitschriften
- Oblici propovedi gospoda Isusa Hrista i apostola, in: Zbornik Pravoslavnog bogoslovskog Fakulteta, Jg. 1.1950, S. 88–106, mit deutschsprachiger Zusammenfassung: Die Predigtformen des Herrn Jesu Christi u. d. Apostel
- Uvod u osnovne probleme omilitike (Einführung in die grundlegenden Probleme der Homiletik), in: Zbornik Pravoslavnog bogoslovskog Fakulteta, Jg. 3.1954, S. 122–163, mit französischsprachiger Zusammenfassung
- Četrdeset godina Bogoslovskog fakulteta u Beogradu (Vierzig Jahre Theologische Fakultät in Belgrad), in: Bogoslovlje, Jg. 20.1961
- O apostolatu svetovnjaka, in: Glasnik SPC, Jg. 45.1964, S. 188ff
- Put crkve u XXI vek (Der Weg der Kirche ins 21. Jahrhundert), in: Glasnik SPC, Jg. 46.1965, S. 124ff
- Srpska pravoslavna crkva i socijalni rad (Die serbisch-orthodoxe Kirche und die soziale Arbeit), in: Pravoslavna misao, Jg. 20.1977, S. 5–8